# Билтморская конференция

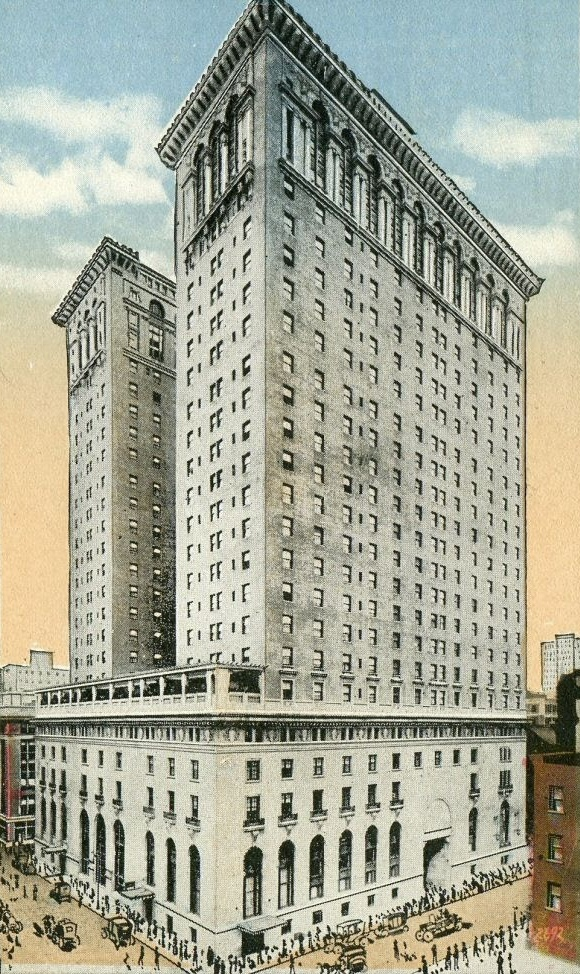
Отель «Нью-Йорк Билтмор» — место проведения конференции

Чрезвычайная сионистская конференция (по названию места проведения — отелю «Билтмор» — известная также как Билтморская конференция) — встреча представителей сионистских организаций с полномочиями конгресса, проходившая в Нью-Йорке с 6 по 11 мая 1942 года. Основным результатом конференции стало принятие так называемой Билтморской программы, провозглашавшей, что британский мандат в Палестине более не соответствует целям сионизма и следующим шагом должно стать создание в Палестине еврейского государства.

## Проведение
Проведение очередного Всемирного сионистского конгресса в 1942 году, в условиях мировой войны, не представлялось возможным. Поэтому в мае 1942 года в нью-йоркском отеле «Билтмор» состоялась Чрезвычайная сионистская конференция с полномочиями конгресса. В конференции приняли участие представители всех сионистских организаций США и Канады и те представители сионистского руководства из Европы и подмандатной Палестины, которым удалось добраться до Нью-Йорка — в том числе президент Всемирной сионистской организации Хаим Вейцман и Давид Бен-Гурион, занимавший пост председателя исполкома Еврейского агентства. В общей сложности участники конференции прибыли из 17 разных стран.
Конференция проходила с 6 по 11 мая. Выбор Нью-Йорка в качестве места её проведения был обусловлен не только тем, что этот город находился вдалеке от фронтов мировой войны, но и разочарованием лидеров сионистского движения в британских властях как гаранте Декларации Бальфура, обещавшей создание в Палестине еврейского национального дома. Это же разочарование выразилось и в заключительной резолюции конференции, предложенной Бен-Гурионом и впервые в истории поддержанной несионистскими еврейскими организациями.

## Билтморская программа
Заключительная резолюция конференции, получившая название «Билтморская программа», знаменовала собой поворот в доктрине международного сионистского движения. До этого движение, возглавляемое Хаимом Вейцманом, в первую очередь фокусировалось на практических аспектах строительства еврейского национального дома, избегая политических деклараций о своей конечной цели. Причинами изменения курса стали начавшаяся в Европе война, а также опубликованная в 1939 году Белая книга Макдональда, в которой положения британского мандата на Палестину истолковывались наихудшим для евреев образом: этот документ закреплял текущее положение дел в Палестине, не оставляя евреям шансов выйти из положения этнического меньшинства в этом регионе.
Программа содержала слова поддержки в адрес евреев, содержащихся в нацистских концлагерях и гетто, заверения в сочувствии делу «экономического, сельскохозяйственного и национального развития арабских народов и государств» и готовности еврейского народа к сотрудничеству с ними. Во второй половине программы содержался призыв к осуществлению «изначальной цели Декларации Бальфура и мандата» — созданию еврейского государства в Палестине. Декларация отвергала положения Белой книги Макдональда, отказывая им как в моральной, так и в юридической правомерности и осуждая документ как препятствующий спасению евреев от нацистских преследований. В Билтморской программе также предполагалось создание еврейских вооружённых подразделений, которые могли бы защищать свою страну (Палестину) под национальным флагом и общим союзническим командованием, и подчёркивалось, что мир после победы не будет справедливым и равноправным без решения проблемы дома для еврейского народа. Декларация оканчивалась призывом о снятии всех ограничений на иммиграцию в Палестину и передаче Еврейскому агентству полномочий по контролю над иммиграционными процессами и строительством демократического еврейского государства в этой стране.
После Билтморской конференции её резолюция была одобрена абсолютным большинством сионистских организаций, включая Еврейское агентство, и в дальнейшем называлась Иерусалимской программой, став основой для сионистской политики в послевоенные годы. Среди организаций, отказавшихся первоначально поддержать эту программу, были «Ха-шомер ха-цаир», партия «Ихуд», организованная президентом Еврейского университета в Иерусалиме Джудой Магнесом и выступавшая за двунациональное государство в Палестине, а также движение «Ахдут ха-Авода» (фракция Б партии МАПАЙ), отвергавшее резолюцию из-за отсутствия в ней однозначного требования, чтобы еврейское государство было создано на всей территории Земли Израильской. В знак протеста против максималистских планов, содержащихся в Билтморской программе, в декабре 1942 года по инициативе 90 реформистских раввинов был создан антисионистский Американский совет по иудаизму.